# Geddy Lee
Geddy Lee Weinrib (n. 29 iulie 1953) este un muzician canadian, mai cunoscut ca solist vocal, basist și claviaturist al formației canadiene de muzică rock Rush. Lee s-a alăturat grupului în septembrie 1968, la invitația prietenului său din copilărie Alex Lifeson. Lee l-a înlocuit pe basistul Jeff Jones, liderul de atunci al grupului.
Câștigător a mai multe premii, Lee a influențat prin stilul și tehnica de chitară bas mai mulți muzicieni din genurile rock și metal, printre care Cliff Burton de la Metallica, Steve Harris de la Iron Maiden, John Myung de la Dream Theater, sau Les Claypool de la Primus.
Pe lângă activarea în Rush, Lee a produs albume ale altor muzicieni, precum formația Rocket Science. Primul album solo al lui Lee, My Favourite Headache, a fost lansat în anul 2000. 
Împreună cu colegii de formație — Lifeson și bateristul Neil Peart — Lee a fost ridicat la gradul de Ofițer al Ordinului Canadian în data de 9 mai 1996. Trioul a fost prima formație rock ce a primit onorurile în calitate de grup.
Pe 1 mai 2007, Rush a lansat Snakes & Arrows, cel de al optsprezecelea album de studio. Lee și colegii lui au întreprins un turneu nord-american de promovare a albumului, început în Atlanta pe 13 iunie 2007 și încheiat pe 24 iulie 2008.
Hit Parader l-a inclus pe poziția a 13-a pe Lee în lista lor „100 Greatest Heavy Metal vocalists of all time”.